# أكاديمية باريس سان جيرمان
أكاديمية باريس سان جيرمان (
تنطق بالفرنسية: [paʁi sɛ̃ ʒɛʁmɛ̃]
) هي أكاديمية كرة القدم الخاصة بالفئات السنية لنادي باريس سان جيرمان الفرنسي، وتشمل الفريق الاحتياطي، وفريق تحت 19 عاماً، وتحت 17 عاما. يتدرّب رواد الأكاديمية على ملعب كامب دي لوج، بينما يُعتبر استاد مونيسيبال جورج لوفيفر الملعب الأصلي للأكاديمية.

## وصلات خارجية
المواقع الرسمية
- باريس سان جيرمان – الموقع الرسمي
- باريس سان جيرمان على موقع الدوري الفرنسي لكرة القدم
- باريس سان جيرمان على موقع الاتحاد الأوروبي لكرة القدم
- باريس سان جيرمان على موقع الاتحاد الدولي لكرة القدم